# Josephus Petrus Wilhelmus Antonius Smit
Josephus Petrus Wilhelmus Antonius Smit ('s-Hertogenbosch, 4 september 1883 - aldaar, 17 oktober 1972) was van 1944 tot 1949 rijksarchivaris in Noord-Brabant. Smit studeerde rechten en promoveerde in 1911. In 1908 werd hij volontair aan het rijksarchief in 's-Hertogenbosch. In 1913 werd hij daar benoemd tot adjunct-commies. In 1944 werd hij benoemd tot rijksarchivaris.
Smit was een prominente figuur in het historisch-cultureel leven van Noord-Brabant en was secretaris van het Provinciaal Genootschap van Kunsten en Wetenschappen in Noord-Brabant en inspecteur van de gemeente en waterschapsarchieven in de provincie Noord-Brabant. Zijn interesse ging uit naar de heraldiek. Vanaf 1924 heeft hij zich ingezet voor een eigen vlag voor de provincie Noord-Brabant. Toen in 1935 het 750-jarig bestaan van de stad s-Hertogenbosch werd gevierd, werd een vlaggenparade gehouden waarbij Smit de vlag van Noord-Brabant nadrukkelijk promootte. Hij was historicus met een bijzondere interesse in Noord-Brabant in het algemeen en 's-Hertogenbosch in het bijzonder, die over uiteenlopende onderwerpen in tijdschriften en vakbladen publiceerde. Zijn belangrijkste werk, De Brabantse beelden en teekens van recht, werd in 1957 uitgegeven.
- Biografisch Portaal: 17249945
- Digitale Bibliotheek voor de Nederlandse Letteren: smit063
- Gemeinsame Normdatei: 172503353
- International Standard Name Identifier: 0000 0000 4174 7267
- Library of Congress Control Number: no99053893
- Nederlandse Thesaurus van Auteursnamen: 069660190
- RKD-Nederlands Instituut voor Kunstgeschiedenis: 109214
- Virtual International Authority File: 61181798
- WorldCat: E39PBJB48mBcCygkCcPMKQgVG3